# Lancia Delta
Lancia Delta je mali obiteljski automobil talijanskog proizvođača Lancia. Prva generacija automobila se je proizvodila od 1979. do 1994., druga generacija od 1993. do 1999., te treća koja se je započela proizvoditi od 2008. Delta je najpoznatiji kao jedan od automobila, čije se sportske inačice, dominirale Svjetskim prvenstvom u reliju u kasnim 1980im i ranim 1990im.

## Prva generacija
Prva Delta je bio model s 5 vrata koji je dizajnirao Giorgetto Giugiaro i koji je prvi puta predstavljan 1979. na izložbi automobila u Frankfurtu. Neko vrijeme automobil je prodavan u Švedskoj kao model Saab 600. Zbog svog modernog dizajna proglašen je Europskim automobilom godine za 1980. Inačica automobila pod oznakom Delta HF Integrale bio je moćan benzinac s turbopunjačem i pogonom na sva četiri kotača. Posebno podešena inačice modela dominirala je svjetskim prvenstovom u reliju s ukupno 46 pobjeda na utrkama i 6 uzastopnih naslova konstruktorskog prvaka od 1987. do 1992. Vozeći ovaj model svjetski prvaci u reliju su postali Juha Kankkunen (1987 i 1991) i Miki Biasion (1988 i 1989).
Lancia Delta S4 bio je model neposredno prijem HF inačice koji se natjecao na Svjetskom prvenstvu u reliju 1985. i 1986. u Grupi B. Nakon ukidanja Grupe B, inačica Delta HF 4WD natjecala se u grupi A, te postupno usavršavana u odličan model. 

## Druga generacija
Druga generacija Delte predstavljena je 1993. Razvijena je na platformi Fiat Tipa.

## Treća generacija
U rujnu 2006. Lancia je najavila oživljavanje imena Delta na platformi Fiata C. Predstavljena je 2008. na autoizložbi u Ženevi. 